# Cocaina (film 1988)
Cocaina (The Boost) è un film del 1988 diretto da Harold Becker.

## Trama
Lenny Brown è un modesto procacciatore di affari che vive a New York insieme alla moglie Linda, una segretaria di studio legale con la passione della danza classica; la carriera dell'uomo non è mai decollata, anche a causa del suo non avere frequentato l'università, argomento da lui sollevato durante una cena con Ned, un giornalista, cliente mancato, che ha invitato a casa, ma un giorno, dopo l'ennesimo colloquio andato a vuoto, viene avvicinato da Max Sherman, un importante uomo d'affari di Los Angeles, che, avendo notato l'entusiasmo con il quale Lenny cerca di inserirsi nel mondo del lavoro, gli propone di trasferirsi in California e di lavorare per lui come agente immobiliare.
Le opportunità che Max offre a Lenny comprendono l'affitto di una villa con piscina e di una elegante automobile, oltre che un parco clienti molto vasto che in breve lo arricchisce ma, contemporaneamente, la sua incapacità di gestire la grande massa di denaro che ora possiede, lo portano a compiere spese esagerate, confidando che la sua posizione economica non sarà mai intaccata. Una nuova tassa governativa tuttavia rompe questo schema e Lenny, oltre a vedere fermato il suo volume di affari, si trova pesantemente indebitato a causa delle enormi spese sostenute ed una sera, durante una festa a casa di Joel Miller, un suo cliente ed amico, viene convinto da questi, consumatore abituale di cocaina, a "provare" per tirarsi su.
Lenny, dopo avere convinto anche Linda ad utilizzare la droga, ne resta in breve dipendente, arrivando al punto, una volta che Max gli ha offerto il modo di risollevarsi economicamente, di prelevare indebitamente una cospicua somma di denaro dal fondo della società, e, una volta scoperto il furto, Max, ferito e deluso dal comportamento di colui che da povero aveva reso ricco, trattandolo come un figlio, lo licenzia, dando inizio ad una discesa verso il basso che sembra inarrestabile, fino a quando i due decidono di abbandonare la città e di disintossicarsi, stabilendosi in una casetta su una spiaggia californiana, dove Lenny vende tavole da surf mentre Linda trova lavoro part-time in uno studio legale.
La vita della coppia, seppure tornata modesta, sembra riprendere e Linda resta incinta ma contemporaneamente ella inizia a sentire la mancanza della vita sociale che i due hanno lasciato ed una sera decide di invitare Joel e la moglie a venirli a trovare e, mentre Lenny è assente, Linda utilizza ancora la droga e, cadendo dalle scale, perde il bambino. Rientrati a Los Angeles Lenny inizia a lavorare ad un progetto economico da sottoporre ad un uomo di affari di New York e, quando questi arriva a Los Angeles insieme al suo avvocato per discutere della proposta, Lenny lo invita a cena in un ristorante ma prima, a causa dell'emozione, utilizza la cocaina, perdendo dopo poco tempo il controllo, causando la reazione negativa del cliente, perdendo l'affare e la possibilità di tornare a New York.
Al rientro a casa aggredisce Linda, che cerca di impedirgli di consumare nuovamente la droga, ferendola gravemente e venendo quindi denunciato e condannato anche alla pena accessoria di non potersi più avvicinare a lei, sprofondando definitivamente nella tossicodipendenza e nella solitudine.